# Metzlos-Gehaag
Metzlos-Gehaag ist ein Ortsteil der Gemeinde Grebenhain im mittelhessischen Vogelsbergkreis.

## Geografie
Metzlos-Gehaag liegt im östlichen Vogelsberg in einer Höhe von 403 m ü. NN. Die Gemarkung von Metzlos-Gehaag hat eine Fläche von 363 ha und erstreckt sich über eine Höhe von 403 bis 514 m über NN. Durch den Ort fließt der Moosbach, der bei Ober-Moos entspringt und zwischen Zahmen und Blankenau in die Lüder mündet. Metzlos-Gehaag liegt in dem vom Moosbach durchflossenen Tal, dem Moosgrund (auch Mooser Grund genannt).

## Geschichte

### Mittelalter
Die älteste urkundliche Erwähnung von Metzlos-Gehaag findet sich in einem Lehenbrief des Hermann II. Riedesel zu Eisenbach vom 9. Juni 1450, in dem dieser die Brüder Rupel und Contze Stoltze mit der Hälfte der Siedlung „Atzelngehauwe“ als Mannlehen belehnt. Aus den Jahren 1463 und 1478 datieren zwei weitere Lehenbriefe der Riedesel an Mitglieder der in Brückenau ansässigen Familie Stoltz, die im Gegenzug für die Belehnung mit der Hälfte von Metzlos-Gehaag den Herren Riedesel zu Eisenbach Kriegsdienste leisten mussten. Der Ort wird 1482 als „Atzelngehauw“ und 1537 als „Metzelngehaugk“ erwähnt. Auf eines Karte von 1582 steht „Metzelsgehaus“. Die ursprüngliche Namensform „Atzelngehauwe“ leitet sich von dem mhd. Wort „atzel“ = nhd. Elster ab. Das zweite Grundwort „gehaou“ entstammt ebenfalls dem Mittelhochdeutschen und bezeichnet einen geschlagenen Waldteil. „Metzlos-Gehaag“ lehnt sich an das mhd. „(ge)hac“ an, was mit „abgegrenzter Gemarkung oder Siedlung“ zu erklären ist. Das Bestimmungswort wird mit der benachbarten Ortschaft Metzlos kombiniert.
Vom Zeitpunkt seiner ersten Erwähnung an bis zum Beginn des 19. Jahrhunderts lag das Dorf stets im Herrschaftsbereich der Familie Riedesel. Gemeinsam mit Gunzenau, Metzlos, Nieder-Moos und Ober-Moos gehörte es zum Gericht Moos, dessen Schultheiß seinen Sitz in Nieder-Moos hatte. Das Gericht Moos gehörte bis 1338 zum Besitz der Herren von Blankenwald, einer Seitenlinie der Herren von Schlitz, und kam dann als kurpfälzisches Lehen an die Herren von Eisenbach. Mit deren Aussterben im Mannesstamm fiel der Besitz 1428 an die Riedesel.
Die Ortschaften des Gerichts wurden in der Fuldaer Stiftsfehde im Jahr 1467 verwüstet und zerstört. Erst 1482 wurde das Gericht wiederhergestellt. Ab 1715 wurde das Gericht Moos gemeinsam mit dem Gericht Freiensteinau durch einen riedeselischen Beamten mit Sitz im Amtshof von Freiensteinau verwaltet.

### Frühe Neuzeit
Ein riedeselisches Verzeichnis über das Jahrholz von 1573 nennt 20 Berechtigte in Metzelngehauk. Auf einer Karte des Riedesellandes von 1582 wird der Ortsname Metzelsgehaus geschrieben. Im Lauf der Zeit glich sich die Schreibweise damit allmählich dem benachbarten Metzlos an.
Im Jahr 1540 wurde in Nieder-Moos erstmals eine Schule eingerichtet, die auch von den Kindern aus den anderen Filialorten des Kirchspiels besucht wurde. Erst 1735 erhielt Metzlos-Gehaag eine eigene Schule. Der Unterricht wurde zunächst in einem kleinen verschindelten Fachwerkhaus, dem 1979 abgerissenen Alten Schulhäuschen, in der Ortsmitte am Moosbach abgehalten.
Während des Dreißigjährigen Krieges wütete 1629 die Pest im Moosgrund, die von durchziehenden Truppen eingeschleppt wurde.
In Metzlos-Gehaag galten die Riedesel’schen Verordnungen aus dem 18. Jahrhundert als Partikularrecht. Das Gemeine Recht galt nur, soweit diese Verordnungen keine Bestimmungen enthielten. Dieses Sonderrecht behielt theoretisch seine Geltung auch während der Zugehörigkeit zum Großherzogtum Hessen im 19. Jahrhundert, in der gerichtlichen Praxis wurden aber nur noch einzelne Bestimmungen angewandt. Das Partikularrecht wurde zum 1. Januar 1900 von dem einheitlich im ganzen Deutschen Reich geltenden Bürgerlichen Gesetzbuch abgelöst.
Am 24. Juli 1796 ereignete sich ein schwerer Hagelschlag, der fast die gesamte Ernte in Metzlos-Gehaag und Bannerod vernichtete. Diesem Ereignis wird in beiden Dörfern bis heute als Kieseltag gedacht.

### Neuere Geschichte
Im Jahr 1804 wurde durch 23 Siedlerfamilien aus Metzlos-Gehaag und Stockhausen sowie dem nördlichen Taunus die Ortschaft Dillingen, seit 1916 ein Stadtteil von Friedrichsdorf im Taunus, gegründet.
Infolge der Mediatisierung beim Ende des Heiligen Römischen Reiches Deutscher Nation im Jahr 1806 wurde der Ritterschaftsstaat der Freiherren Riedesel zu Eisenbach dem Großherzogtum Hessen einverleibt. Seit diesem Jahr ist Metzlos-Gehaag hessisch und wurde zunächst als Teil des Amtes Freiensteinau verwaltet. Nach dem Inkrafttreten der neuen hessischen Gemeindeordnung und Kreisordnung 1821 gehörte Metzlos-Gehaag zunächst zum Landratsbezirk Herbstein (ab 1825 Landratsbezirk Lauterbach). 1848 wurde das Dorf Teil des kurzlebigen Regierungsbezirks Alsfeld und kam nach dessen Auflösung 1852 zum Landkreis Lauterbach.
Aufgrund der geringen Ortsbürgerzahl hatte die Gemeinde Metzlos-Gehaag zunächst noch keinen eigenen Bürgermeister, sondern bildete zusammen mit Metzlos und Nieder-Moos eine gemeinsame Bürgermeisterei. Zwischen 1875 und 1885 war ein Ortsbürger aus Metzlos-Gehaag Bürgermeister der drei Gemeinden. Erst im Jahr 1913 erhielt Metzlos-Gehaag einen eigenen Bürgermeister.
1823 wurde das heute noch existierende Gemeindebackhaus und von 1845 bis 1847 die erste Steinbrücke über den Moosbach gebaut. 1900 erfolgte der Bau eines neuen Schulhauses und 1911 der Bau einer zentralen Wasserleitung. Seit 1923 wird Metzlos-Gehaag von elektrischem Strom versorgt.
Im Ersten Weltkrieg hatte Metzlos-Gehaag 6 Gefallene und 2 Vermisste zu beklagen. Im Zweiten Weltkrieg waren es ebenfalls 6 Gefallene und dazu noch 5 Vermisste.
Politisch wurde Metzlos-Gehaag, wie die gesamte Vogelsbergregion, im späten Kaiserreich durch die antisemitische Bewegung und in der Weimarer Republik zunächst durch den Hessischen Bauernbund geprägt. Zu Beginn der 1930er Jahre erfolgte die Durchsetzung des Nationalsozialismus mit der Gründung einer NSDAP-Ortsgruppe vor Ort (Anfang 1932), die ihren Einzugsbereich auch auf die benachbarten Dörfer im Moosgrund ausdehnte.
Nach dem Zweiten Weltkrieg wurde zwischen 1951 und 1953 die Wasserleitung erneuert und im Jahr 1953 ein neues Feuerwehrhaus eingeweiht. 1954 wurde die Ortskanalisation gebaut. In den Jahren 1961 bis 1969 wurde in der Gemarkung Metzlos-Gehaag eine Flurbereinigung durchgeführt. 1965–1966 erfolgte der Bau des Dorfgemeinschaftshauses.
Die einklassige Volksschule im Ort musste 1968 infolge der Schulreform in Hessen zugunsten der neuen Mittelpunktschule (Oberwaldschule) in Grebenhain geschlossen werden.

### Gebietsreform
Auch nach der Gründung der Großgemeinde Grebenhain am 31. Dezember 1971 infolge der Gebietsreform in Hessen blieb die Gemeinde Metzlos-Gehaag zunächst noch für einige Monate selbstständig. Erst am 1. August 1972 erfolgte kraft Landesgesetz die Eingliederung in die Großgemeinde Grebenhain und zugleich in den neugebildeten Vogelsbergkreis.
Für alle 15 Ortsteile von Grebenhain wurden je ein Ortsbezirk mit Ortsbeirat und Ortsvorsteher nach der Hessischen Gemeindeordnung gebildet.
Nach Inkrafttreten der Gebietsreform erfolgte von 1976 bis 1977 der Ausbau der Ortsdurchfahrt und der Kreisstraße, 1987 die Erdverkabelung des Stromnetzes und von 1994 bis 1996 der Bau einer Gemeinschaftskläranlage für die Ortsteile Heisters, Metzlos, Metzlos-Gehaag, Wünschenmoos und Zahmen.

### Einwohnerentwicklung
| Jahr/Datum       | Einwohner |
| ---------------- | --------- |
| 3. Dezember 1834 | 252       |
| 3. Dezember 1840 | 209       |
| 3. Dezember 1846 | 197       |
| 3. Dezember 1852 | 178       |
| 3. Dezember 1858 | 192       |
| 3. Dezember 1864 | 196       |
| 1. Dezember 1871 | 187       |
| 1. Dezember 1875 | 171       |
| 1. Dezember 1885 | 183       |
| 2. Dezember 1895 | 193       |
| 1. Dezember 1905 | 171       |

| Datum              | Einwohner |
| ------------------ | --------- |
| 1. Dezember 1910   | 175       |
| 16. Juni 1925      | 184       |
| 17. Mai 1939       | 167       |
| 29. Oktober 1946   | 257       |
| 13. September 1950 | 227       |
| 25. September 1956 | 199       |
| 6. Juni 1961       | 191       |
| 30. Juni 1967      | 170       |
| 27. Mai 1970       | 178       |
| 1. Januar 1987     | 163       |

| • 1961: 168 evangelische (= 87,96 %), 23 katholische (= 12,04 %) |

| Metzlos-Gehaag: Einwohnerzahlen von 1834 bis 2020 | Metzlos-Gehaag: Einwohnerzahlen von 1834 bis 2020 | Metzlos-Gehaag: Einwohnerzahlen von 1834 bis 2020 | Metzlos-Gehaag: Einwohnerzahlen von 1834 bis 2020 | Metzlos-Gehaag: Einwohnerzahlen von 1834 bis 2020 |
| --- | ------------------------------------------------- | ------------------------------------------------- | ------------------------------------------------- | ------------------------------------------------- |
| Jahr |                                                   |                                                   |                                                   | Einwohner                                         |
| 1834 | 1834                                              |                                                   | 252                                               | 252                                               |
| 1840 | 1840                                              |                                                   | 209                                               | 209                                               |
| 1846 | 1846                                              |                                                   | 197                                               | 197                                               |
| 1852 | 1852                                              |                                                   | 178                                               | 178                                               |
| 1858 | 1858                                              |                                                   | 192                                               | 192                                               |
| 1864 | 1864                                              |                                                   | 196                                               | 196                                               |
| 1871 | 1871                                              |                                                   | 187                                               | 187                                               |
| 1875 | 1875                                              |                                                   | 171                                               | 171                                               |
| 1885 | 1885                                              |                                                   | 183                                               | 183                                               |
| 1895 | 1895                                              |                                                   | 193                                               | 193                                               |
| 1905 | 1905                                              |                                                   | 171                                               | 171                                               |
| 1910 | 1910                                              |                                                   | 175                                               | 175                                               |
| 1925 | 1925                                              |                                                   | 184                                               | 184                                               |
| 1939 | 1939                                              |                                                   | 167                                               | 167                                               |
| 1946 | 1946                                              |                                                   | 257                                               | 257                                               |
| 1950 | 1950                                              |                                                   | 227                                               | 227                                               |
| 1956 | 1956                                              |                                                   | 199                                               | 199                                               |
| 1961 | 1961                                              |                                                   | 191                                               | 191                                               |
| 1967 | 1967                                              |                                                   | 170                                               | 170                                               |
| 1970 | 1970                                              |                                                   | 178                                               | 178                                               |
| 1987 | 1987                                              |                                                   | 163                                               | 163                                               |
| 2011 | 2011                                              |                                                   | 147                                               | 147                                               |
| 2015 | 2015                                              |                                                   | 150                                               | 150                                               |
| 2020 | 2020                                              |                                                   | 158                                               | 158                                               |
| Datenquelle: Historisches Gemeindeverzeichnis für Hessen: Die Bevölkerung der Gemeinden 1834 bis 1967. Wiesbaden: Hessisches Statistisches Landesamt, 1968. Weitere Quellen: ; Gemeinde Grebenhain: webarchiv; Zensus 2011 |                                                   |                                                   |                                                   |                                                   |

## Religion
Im Mittelalter gehörte Metzlos-Gehaag zu dem 1011 gegründeten Kirchspiel Crainfeld. 1524 setzten die Riedesel eigenmächtig einen Pfarrer in Nieder-Moos ein und spalteten damit die im Mooser Grund gelegenen Ortschaften, darunter auch Metzlos-Gehaag, von ihrer auf hessischem Boden gelegenen Mutterkirche ab. 1528 wurde die Reformation in der neugegründeten Pfarrei eingeführt. Bis 1945 war Metzlos-Gehaag rein evangelisch. 1946 wurden zahlreiche Familien von katholischen Heimatvertriebenen aus dem Sudetenland in das Dorf eingewiesen.

## Politik
Ortsvorsteherin von Metzlos-Gehaag ist Gabriele Koenig (Stand 2021).

## Vereine
In Metzlos-Gehaag bestehen heute folgende Vereine und Vereinigungen (Gründungsjahr in Klammern):
- Obst- und Gartenbauverein Metzlos-Gehaag (1900)
- Freiwillige Feuerwehr Metzlos-Gehaag (1934)
- Landfrauenverein Metzlos-Gehaag (1964)
- Hurra-Club Metzlos-Gehaag (1970)

## Kulturdenkmäler
Siehe: Liste der Kulturdenkmäler in Metzlos-Gehaag

## Wirtschaft und Infrastruktur

### Ansässige Unternehmern
Unmittelbar an der Straße von Metzlos-Gehaag nach Metzlos befindet sich das frühere Stammwerk der 2015 insolvent gegangenen robbe Modellsport GmbH & Co. KG. Keimzelle dieser Firma war die örtliche Birkenmühle, die zu Beginn des 20. Jahrhunderts in ein Sägewerk umgewandelt wurde. 1921 gingen Mühle und Sägewerk in den Besitz von Robert Becker aus Oberkirch in Baden über. 1958 nahm sein Sohn Hubert Becker die Fertigung von Modellspielwaren auf. 1971 gab er das Sägewerk auf und konzentrierte sich fortan ausschließlich auf die Entwicklung und Produktion von funkferngesteuerten Auto-, Schiffs- und vor allem Flugzeugmodellen (→ RC-Modellbau). 1981 verkaufte Hubert Becker die Firma aus gesundheitlichen Gründen an die Kölner Schwarzhaupt-Firmengruppe. Nach der weitgehenden Auslagerung der eigentlichen Produktion beschäftigte Robbe Modellsport im Jahr 2012 am Standort Metzlos-Gehaag noch etwa 100 Mitarbeiter. Am 6. Februar 2015 meldete das Unternehmen Insolvenz an. Nachfolgende Bemühungen um eine Sanierung und Fortführung durch einen neuen Investor waren nicht erfolgreich. Am 1. Mai 2015 wurde das Insolvenzverfahren für Robbe Modellsport eingeleitet und mit der Abwicklung des Unternehmens begonnen. Die Markenrechte wurden durch die von einigen früheren robbe-Mitarbeitern neugegründete Firma AvioTiger mit Sitz in München übernommen. Jedes Jahr findet auf einer Rennstrecke über dem ehemaligen Werksgelände ein Rennen mit Robbe Modellautos statt. Seit 2019 sind drei Hallen des Gewerbeparks an unterschiedliche Unternehmen vermietet.

### Windpark
Seit 2013 befand sich ein Windpark mit ursprünglich bis zu acht und zuletzt noch drei Windkraftanlagen in den Gemarkungen von Zahmen, Metzlos-Gehaag und Metzlos nahe der Grenze zum Landkreis Fulda in der Planung. Er sollte durch die HessenEnergie, eine Tochtergesellschaft der OVAG, betrieben werden. Aufgrund der Streichung des örtlichen Vorranggebietes Werschbach aus dem Teilregionalplan Energie Mittelhessen Ende 2016 konnte der Windpark jedoch nicht mehr realisiert werden, weshalb die Planungen eingestellt wurden.

### Verkehr
Durch Metzlos-Gehaag führt die Kreisstraße 250 von Nieder-Moos bis zur Kreisgrenze bei Zahmen.

### Mobil
Der Ort verfügt seit Juli 2021 über ein Mobilfunknetz. Der Gewerbepark verfügt schon länger über eine eigene Glasfaserleitung. Im Ort begann der Glasfaser-Ausbau im Juli 2021.